# Caterina Campodonico

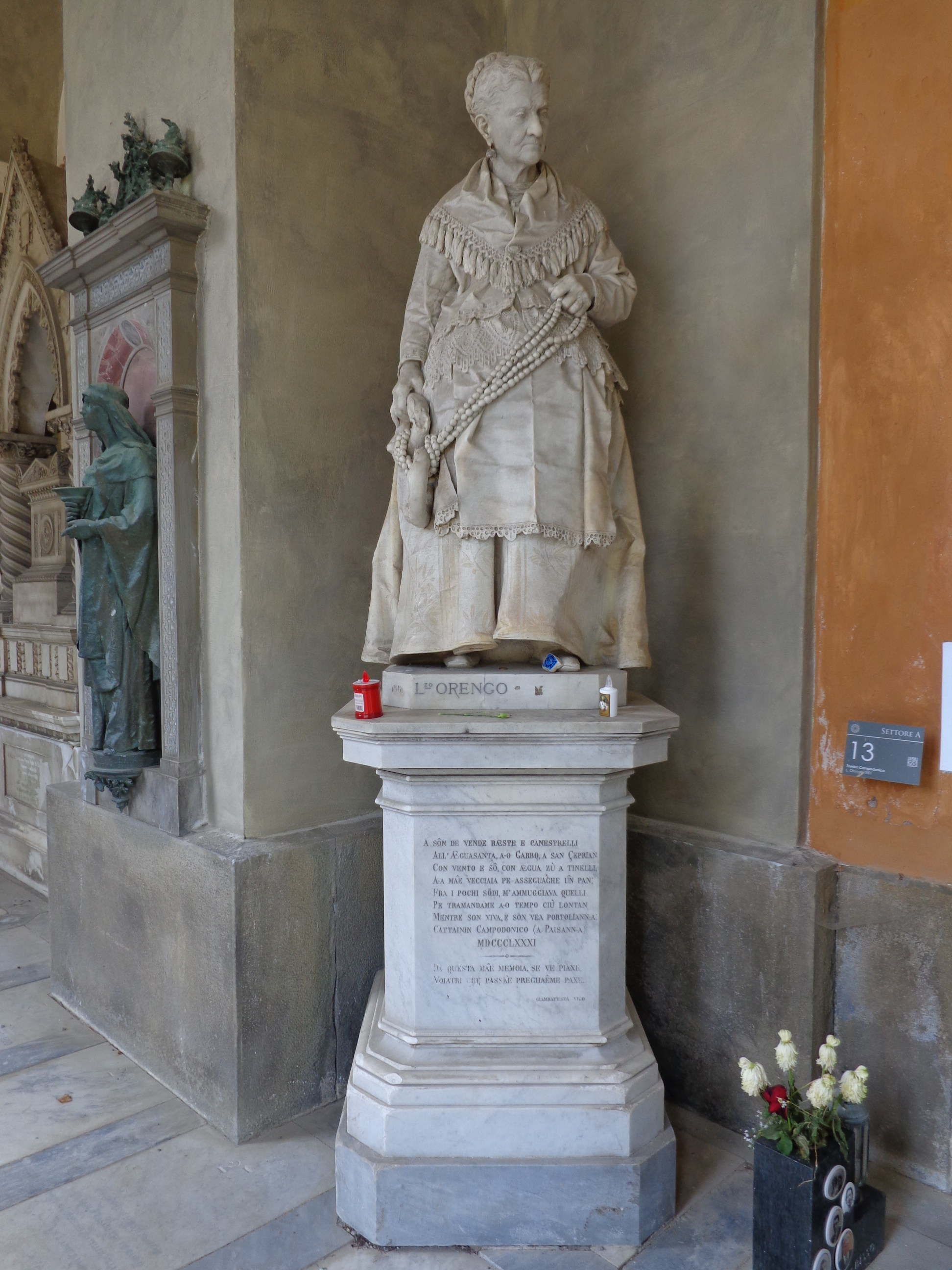
corcho desechable, en Génova.

Caterina Campodonico (Cattaini, en dialecto genovés; 1804-7 de julio de 1882), conocida como la Paesana y también la Nocciolaia, fue un personaje popular, muy conocido en Génova por asistir gratis y en primera fila a los estrenos de las óperas de Giuseppe Verdi, invitada del compositor como reconocimiento a que cuando Verdi era un estudiante sin recursos, la Paesana le solía regalar castañas. Se dedicaba a vender castañas y canestrelli (un dulce popular).
También es famosa por haberse pagado, con el fruto de su trabajo, una de las esculturas fúnebres más famosas, ubicada en el cementerio monumental de Staglieno, esculpida por Lorenzo Orengo en 1881 con gran realismo y detalle. En el momento de su fallecimiento aún no había satisfecho el importe acordado con el escultor, de modo que la cantidad restante fue completada mediante donaciones populares. En el epitafio situado en el pedestal de la estatua se puede leer lo siguiente:

Vendiendo baratijas en los santuarios de Acquasanta, de Garbo y de San Cipriano, desafiando la intemperie, honestamente me he procurado los medios para transcurrir mi vejez y también aquellos para inmortalizarme mediante este monumento, que yo Caterina Campodonico (llamada la “paesana”) me hice hacer mientras aún estaba viva. Oh, tu que pasas por mi tumba, reza si quieres mi paz.

La obra fue imitada en otros cementerios. Un ejemplo sería la estatua de David Alleno en el Cementerio de la Recoleta de Buenos Aires.